# Rideback (productora)
Rideback (anteriormente Lin Pictures hasta 2018) es una productora de cine y televisión formada el 12 de diciembre de 2007 por el productor Dan Lin.

## Historia
El 12 de diciembre de 2007, Dan Lin anunció que dejaría Warner Bros. como vicepresidente sénior de producción para lanzar su empresa Lin Pictures.
En 2008, el estudio contrató a Jon Silk como vicepresidente de producción y a Stephen Gilchrist como director de desarrollo de producción cinematográfica.
En 2011, lanzaron sus propias raíces en la televisión, firmaron un acuerdo con Warner Bros. Television para producir programas de televisión y contrataron a Jennifer Gwartz para dirigir la nueva división de televisión con Dan Lin.
En 2014, el estudio tuvo éxito en la industria de la televisión cuando ABC convirtió su primer programa de televisión Forever en serie. Incluso obtuvo más éxito cuando la segunda serie de televisión del estudio, Lethal Weapon, de Fox y terminó obteniendo más éxito.
En 2017, contrataron a la ejecutiva de TriStar Television, Lindsey Liberatore, como vicepresidenta sénior de su unidad de televisión.
En 2018, el estudio pasó a llamarse Rideback, como una empresa de próxima generación que se centra en la colaboración de cineastas.
En 2019, el estudio y Media Rights Capital decidieron lanzar Rideback TV Incubator y comenzar con la clase inaugural de escritores y mentores de la incubadora de televisión.
En 2021, la compañía firmó un acuerdo con Universal Pictures.

## Filmografía

### Películas teatrales

#### década de 2000
| Año  | Título                                                | Director                     | Distribuidor          | Notas | Presupuesto    | Bruto           |
| ---- | ----------------------------------------------------- | ---------------------------- | --------------------- | --- | -------------- | --------------- |
| 2009 | Terminator Salvation                                  | McG                          | Warner Bros. Pictures | no acreditado; coproducción con Columbia Pictures, The Halcyon Company y Wonderland Sound and Vision              | $200 millones  | $371.4 millones |
| 2009 | Cortometrajes: Las aventuras de la Roca de los Deseos | Roberto Rodríguez            | Warner Bros. Pictures | no acreditado; coproducción con Imagenation Abu Dhabi, Media Rights Capital y Troublemaker Studios                | $20 millones   | $29 millones    |
| 2009 | La invención de la mentira                            | Ricky Gervais Mateo Robinson | Warner Bros. Pictures | no acreditado; coproducción con Radar Pictures, Media Rights Capital, Universal Pictures y Lynda Obst Productions | $18.5 millones | $32.7 millones  |
| 2009 | La caja                                               | Richard Kelly                | Warner Bros. Pictures | no acreditado; coproducción con Darko Entertainment, Radar Pictures y Media Rights Capital                        | $30 millones   | $33.3 millones  |
| 2009 | Sherlock Holmes                                       | Guy Ritchie                  | Warner Bros. Pictures | no acreditado; coproducción con Silver Pictures, Wigram Productions y Village Roadshow Pictures                   | $90 millones   | $524 millones   |

#### década de 2010
| Año               | Título                               | Director                            | Distribuidor                        | Notas | Presupuesto       | Bruto               |
| como Lin Pictures | como Lin Pictures                    | como Lin Pictures                   | como Lin Pictures                   | como Lin Pictures | como Lin Pictures | como Lin Pictures   |
| ----------------- | ------------------------------------ | ----------------------------------- | ----------------------------------- | --- | ----------------- | ------------------- |
| 2011              | Sherlock Holmes: Un juego de sombras | Guy Ritchie                         | Warner Bros. Pictures               | no acreditado; coproducción con Silver Pictures, Wigram Productions y Village Roadshow Pictures                                                                      | $125 millones     | $545.4 millones     |
| 2013              | escuadrón de gángsters               | Rubén Fleischer                     | Warner Bros. Pictures               | coproducción con Village Roadshow Pictures y Kevin McCormick Productions                                                                                             | $60–75 millones   | $105.2 millones     |
| 2014              | The Lego Movie                       | Phil Lord y Christopher Miller      | Warner Bros. Pictures               | coproducción con Warner Animation Group, Lego A/S, RatPac-Dune Entertainment, Village Roadshow Pictures, Vertigo Entertainment y Animal Logic                        | $60–65 millones   | $468.1 millones     |
| 2017              | The Lego Batman Movie                | Chris McKay                         | Warner Bros. Pictures               | coproducción con Vertigo Entertainment, RatPac-Dune Entertainment, DC Entertainment, Lego System A/S, Animal Logic, Warner Animation Group y Lord Miller Productions | $80 millones      | $312 millones       |
| 2017              | It                                   | Andy Muschietti                     | Warner Bros. Pictures               | coproducción con New Line Cinema, Vertigo Entertainment y KatzSmith Productions                                                                                      | $35 millones      | $701.8 millones     |
| 2017              | The Lego Ninjago Movie               | Charlie Bean Pablo Fisher bob logan | Warner Bros. Pictures               | coproducción con Vertigo Entertainment, RatPac-Dune Entertainment, Lego System A/S, Warner Animation Group, Animal Logic y Lord Miller Productions                   | $70 millones      | $123.1 millones     |
| como Rideback     |                                      |                                     |                                     | |                   |                     |
| 2019              | The Lego Movie 2: The Second Part    | mike mitchell                       | Warner Bros. Pictures               | coproducción con Vertigo Entertainment, Lego System A/S, Animal Logic, Warner Animation Group y Lord Miller Productions                                              | $99 millones      | $123.2 millones     |
| 2019              | Aladdín                              | Guy Ritchie                         | Walt Disney Studios Motion Pictures | coproducción con Walt Disney Pictures y Marc Platt Productions | $183 millones     | $1.051 mil millones |
| 2019              | IT Chapter Two                       | Andy Muschietti                     | Warner Bros. Pictures               | coproducción con New Line Cinema, Vertigo Entertainment, Double Dream y Mehra Entertainment                                                                          | $79 millones      | $473.1 millones     |
| 2019              | Los dos papas                        | Fernando Meirelles                  | Netflix                             | Películas originales de Netflix | N/A               | $758,711            |

#### década de 2020
| Año  | Título            | Director          | Distribuidor                        | Notas                                                  | Presupuesto                   | Bruto                     |
| ---- | ----------------- | ----------------- | ----------------------------------- | ------------------------------------------------------ | ----------------------------- | ------------------------- |
| 2022 | Domingo de Pascua | Jay Chandrasekhar | Universal Pictures                  | coproducción con DreamWorks Pictures y Amblin Partners | $17 millones                  | $13.1 millones            |
| 2023 | Haunted Mansion   | Justin Simien     | Walt Disney Studios Motion Pictures | coproducción con Walt Disney Pictures                  | 150–157,8 millones de dólares | 114,5 millones de dólares |
| 2023 | Querido David     | John McPhail      | Lionsgate                           | coproducción con BuzzFeed Studios y Lionsgate Films    | por confirmar                 | por confirmar             |

#### Próximo
| Año           | Título                                                 | Director        | Distribuidor                        | Notas                                                                                                 |
| ------------- | ------------------------------------------------------ | --------------- | ----------------------------------- | --- |
| por confirmar | Sherlock Holmes 3                                      | Dexter Fletcher | Warner Bros. Pictures               | coproducción con Silver Pictures, Ritchie/Wigram Productions, Team Downey y Village Roadshow Pictures |
| por confirmar | Película de Lego sin título                            | por confirmar   | Universal Pictures                  | coproducción con Lego System A/S, Lord Miller Productions, Vertigo Entertainment y Animal Logic       |
| por confirmar | 25º Concurso Anual de Ortografía del Condado de Putnam | por confirmar   | Walt Disney Studios Motion Pictures | coproducción con Walt Disney Pictures                                                                 |
| por confirmar | ¡Disparos! ¡Disparos! ¡Disparos!                       | por confirmar   | Universal Pictures                  | [ 12 ]                                                                                                |

### Películas directas a vídeo/streaming

#### década de 2010
| Año  | Título        | Director           | Distribuidor | Notas                                                     |
| ---- | ------------- | ------------------ | ------------ | --------------------------------------------------------- |
| 2017 | Death Note    | Adam Wingard       | Netflix      | coproducción con LP Entertainment y Vertigo Entertainment |
| 2019 | Los dos papas | Fernando Meirelles | Netflix      | Películas originales de Netflix                           |

#### Próximo
| Año           | Título           | Director      | Distribuidor                        | Notas                                 |
| ------------- | ---------------- | ------------- | ----------------------------------- | ------------------------------------- |
| por confirmar | Lilo & Stitch    | por confirmar | Disney+                             | coproducción con Walt Disney Pictures |
| por confirmar | Inspector Gadget | por confirmar | Walt Disney Studios Motion Pictures | coproducción con Walt Disney Pictures |

### programas de televisión

#### década de 2010
| Años)     | Título       | Creadores                                                                   | Red   | Notas                                                                                 | Estaciones | Episodios |
| --------- | ------------ | --------------------------------------------------------------------------- | ----- | ------------------------------------------------------------------------------------- | ---------- | --------- |
| 2014-2015 | Para siempre | Matt Miller                                                                 | A B C | coproducción con Good Session y Warner Bros. Television                               | 1          | 22        |
| 2016-2019 | Arma letal   | basado en Arma Letal por :Shane Negro desarrollado por :Matt Miller         | Zorro | coproducción con Good Session y Warner Bros. Television                               | 3          | 55        |
| 2016-2017 | Frecuencia   | basado en la frecuencia por :Toby Emmerich desarrollado por : Jeremy Carver | El CW | coproducción con Jeremy Carver Productions, New Line Cinema y Warner Bros. Television | 1          | 13        |

#### 2020
| Año           | Título                   | Creadores | Red   | Notas                                                                                          | Estaciones | Episodios |
| ------------- | ------------------------ | --- | ----- | ---------------------------------------------------------------------------------------------- | ---------- | --------- |
| 2021-presente | Caminante                | basado en Walker, Texas Ranger por : Albert S. Ruddy Leslie Greif Paul Haggis Cristóbal Canaán desarrollado por : Anna Frike | El CW | coproducción con Stick to Your Guns Productions, Purdued by a Bear y CBS Studios               | 3          | 56        |
| 2022-2023     | Caminante: Independencia | Anna Frike | El CW | coproducción con Perseguido por un oso, Stick to Your Guns Productions, Not This y CBS Studios | 1          | 13        |

#### Próximo
| Año  | Título                             | Creadores   | Red     | Notas                                    | Estaciones | Episodios |
| ---- | ---------------------------------- | ----------- | ------- | ---------------------------------------- | ---------- | --------- |
| 2024 | Avatar, el último maestro del aire | Alberto Kim | Netflix | coproducción con Nickelodeon Productions | 1          | 8         |